# Encentrum salsum
Encentrum salsum är en hjuldjursart som beskrevs av Myers 1936. Encentrum salsum ingår i släktet Encentrum och familjen Dicranophoridae. Inga underarter finns listade i Catalogue of Life.